# Ambres
För den påstådda anden Ambres, se Sture Johansson.
Ambres är en kommun i departementet Tarn i regionen Occitanien i södra Frankrike. Kommunen ligger i kantonen Lavaur som tillhör arrondissementet Castres. År 2022 hade Ambres 1 031 invånare.

## Befolkningsutveckling
Antalet invånare i kommunen Ambres
| Referens: INSEE |